# Transporte en Costa Rica

## Carretera
Costa Rica cuenta con 35.330 km de carreteras nacionales y regionales que interconectan las principales ciudades del país, de los cuales 8.621 km están pavimentados. El Consejo Nacional de Viabilidad (CONAVI), creado en 1998, es el departamento del Ministerio de Obras Públicas y Transportes encargado del mantenimiento de las carreteras nacionales, mientras que las municipalidades se encargan del mantenimiento de las carreteras y caminos cantonales. Según expertos, Costa Rica cuenta con entre 30 y 50 años de retraso en infraestructura vial, con un deterioro en las carreteras nacionales que supera el 75%, aquejando problemas de funcionalidad y calidad. Entre las razones de este deterioro, se ha citado que las condiciones de diseño de la red vial responden a las condiciones de un país de hace tres décadas, sumado a la falta de recursos, la falta de planificación en el mantenimiento vial, rezago tecnológico y los problemas en los materiales utilizados en el asfaltado, así como la corrupción, y un relativamente bajo presupuesto destinado a infraestructura vial (2%). Para solucionar este rezago, existen varias propuestas como la creación de un Instituto Nacional de Infraestructura que substituya al CONAVI, así como encargar la construcción de obra pública al Instituto Costarricense de Electricidad. Actualmente la construcción de las principales obras públicas se da por el sistema de concesión.

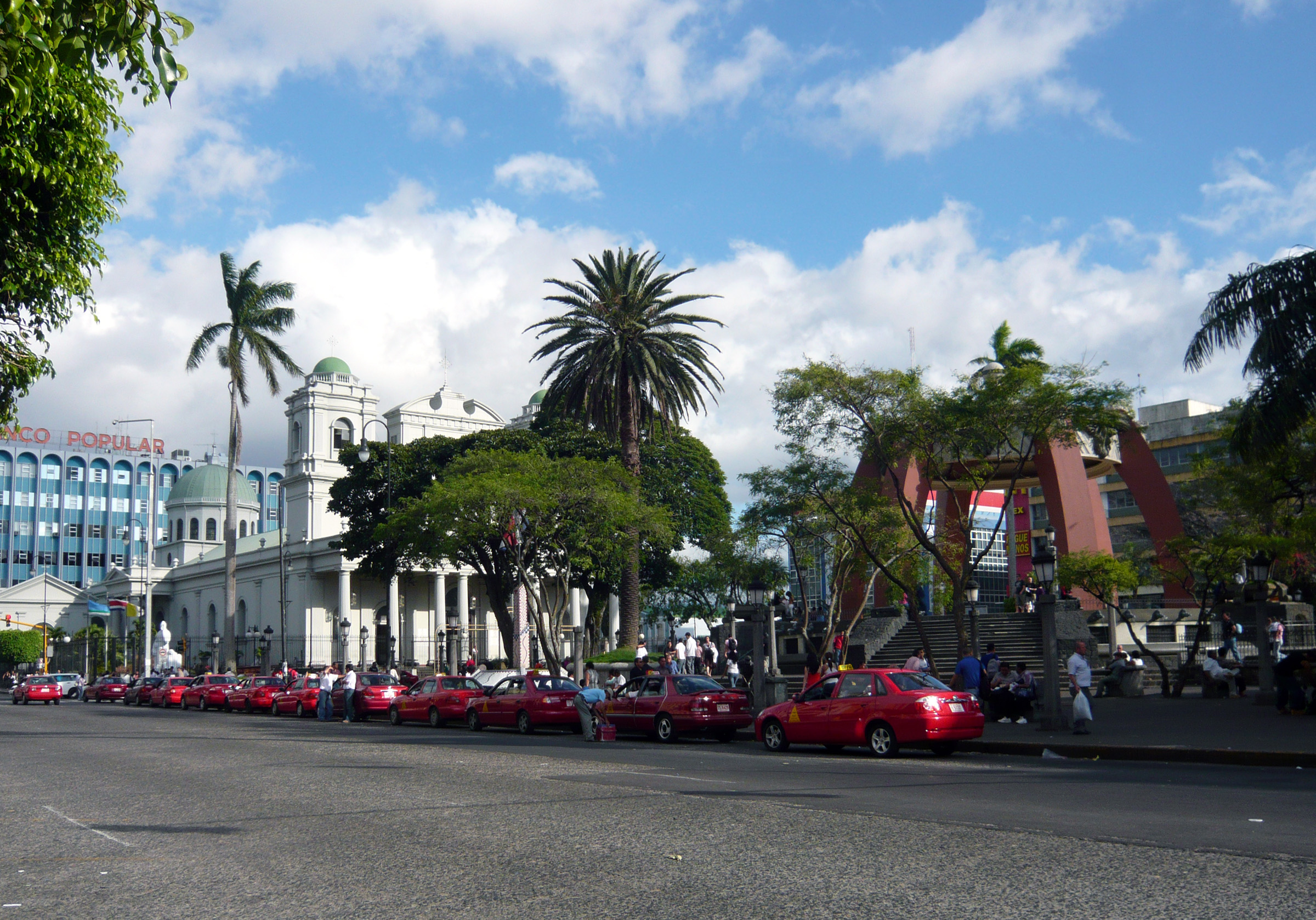
Una parada de taxis frente al Parque Central de San José.

El país cuenta con una flota vehicular que asciende a aproximadamente 1.3 millones de vehículos. En el país operan muchas compañías que hacen el servicio regular de autobuses, comunicando San José con el resto del país y diversas comunidades entre sí. El servicio de taxi es realizado por cooperativas. Los taxis se distinguen por ser de color rojo (excepto los que operan en los aeropuertos, que son anaranjados), y cuentan con taxímetro. 
Existe también el sistema de porteo, transporte informal y desde agosto de 2015, la plataforma digital Uber. También operan muchas compañías de alquiler de vehículos, que cuentan con oficinas en las principales ciudades y en los puntos de interés turístico. El país cuenta con un sistema de restricción vehicular en San José, como una medida de gestión para regular el alto tránsito en la capital nacional, reducir los gases contaminantes y bajar el gasto público en hidrocarburos. La Dirección General de la Policía de Tránsito, adscrita al Consejo de Seguridad Vial (COSEVI), es la encargada de la regulación del tráfico vehicular, la promoción de la seguridad vial y la atención de accidentes.

## Ferroviario

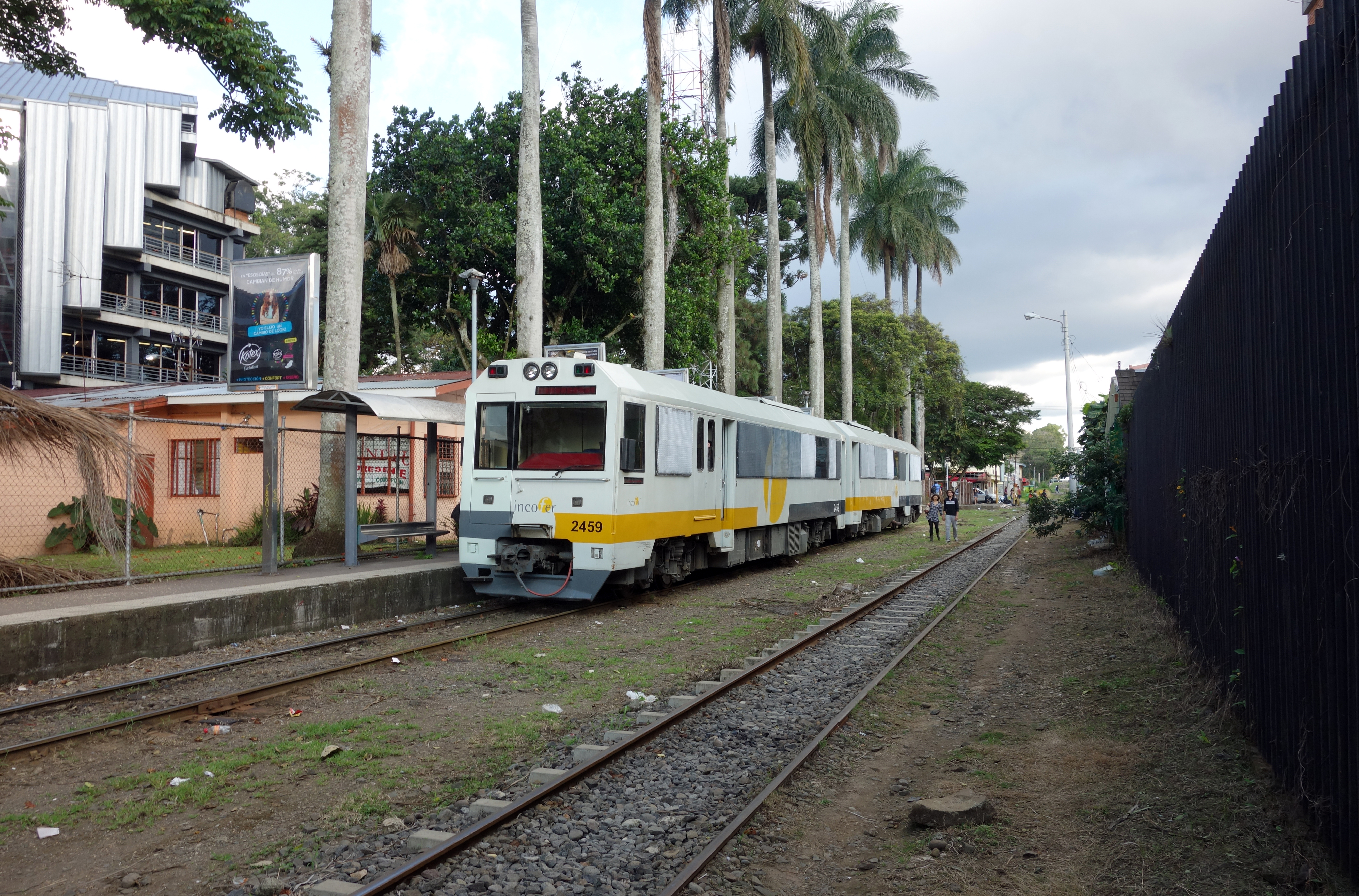
Tren interurbano entre San José y Montes de Oca.

La construcción del Ferrocarril al Atlántico durante la administración de Tomás Guardia Gutiérrez, fue un proyecto-país que se inició en 1871 y finalizó en 1890, permitiendo la comunicación del Valle Central con Limón, el principal puerto del Caribe. Por muchos años, dicho ferrocarril fue la principal vía de comunicación con la costa atlántica, hasta la construcción de la ruta 32. 
El Ferrocarril al Pacífico, en tanto, se completó en 1910, durante el gobierno de Cleto González Víquez, y permitió la comunicación de ambos litorales del país de este a oeste y viceversa. Un servicio de tranvía comunicó la ciudad de San José entre 1899 y 1950. En 1995, el entonces presidente José María Figueres Olsen decretó el cese de operaciones del ferrocarril, en una decisión que luego se consideró equivocada.
En 2005, durante el gobierno de Abel Pacheco de la Espriella, entró en funcionamiento el Tren Interurbano entre Pavas y Montes de Oca. Actualmente, existen rutas de tren interurbano entre las ciudades de Pavas-San Pedro-Curridabat, San José-Belén, San José-Heredia, San José-San Joaquín de Flores, San José-Cartago y San José-Alajuela. También existen proyectos para la rehabilitación de las rutas ferroviarias al Pacífico y el Atlántico, así como la construcción de una vía férrea que una el puerto de Limón con Guanacaste.

## Aéreo

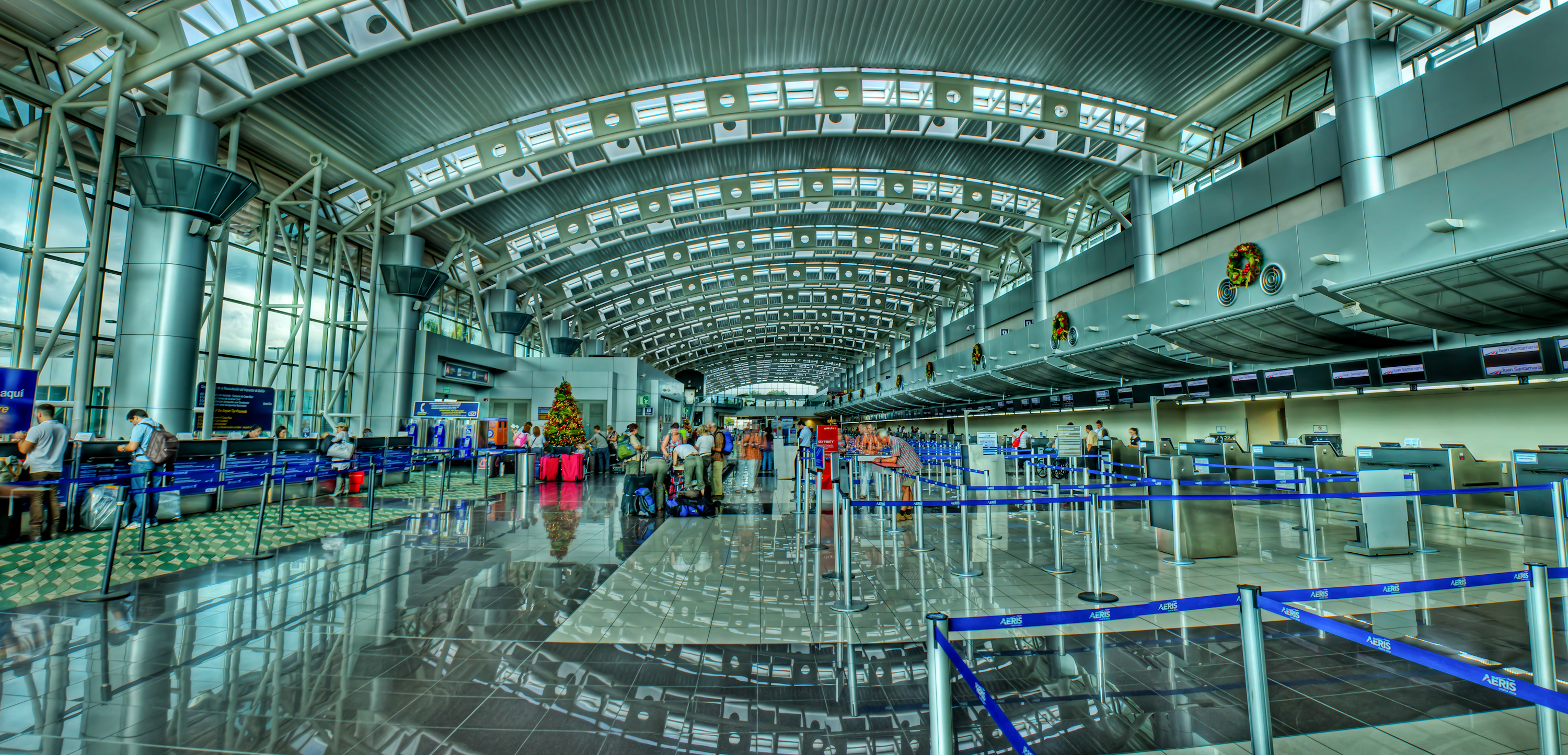
Interior de la terminal del Aeropuerto Internacional Juan Santamaría.

Costa Rica posee en total 151 aeropuertos y pistas de aterrizaje, de los cuales 36 cuentan con caminos pavimentados.
De ellos, existen cuatro aeropuertos internacionales: el Aeropuerto Internacional Juan Santamaría, ubicado en la ciudad de Alajuela; el Aeropuerto de Guanacaste, en la ciudad de Liberia, Guanacaste; el Aeropuerto Internacional de Limón, en esta provincia del Caribe; y el Aeropuerto Internacional Tobías Bolaños, en San José. 
El Juan Santamaría se considera el principal aeropuerto del país, con capacidad para albergar aviones como A319, A320, A321, A340, Boeing 737, Boeing 747, Boeing 757, Boeing 767, Boeing 777, Boeing 787  y Embraer 190. 
En él operan actualmente 22 aerolíneas de pasajeros de manera regular a 40 destinos en 18 países a lo largo de América y Europa. 
Varias aerolíneas ofrecen sus servicios en el país, entre ellas Taca International Airlines, Copa Airlines, Alaska Airlines, US Airways, American Airlines, Frontier Airlines, Delta Airlines, JetBlue, Spirit, Iberia, Aeroméxico, Air Canada, Avianca, Air Costa Rica, British Airways, Southwest Airlines y Air France. La compañía Sansa realiza vuelos nacionales a varios sitios del país.

## Marítimo

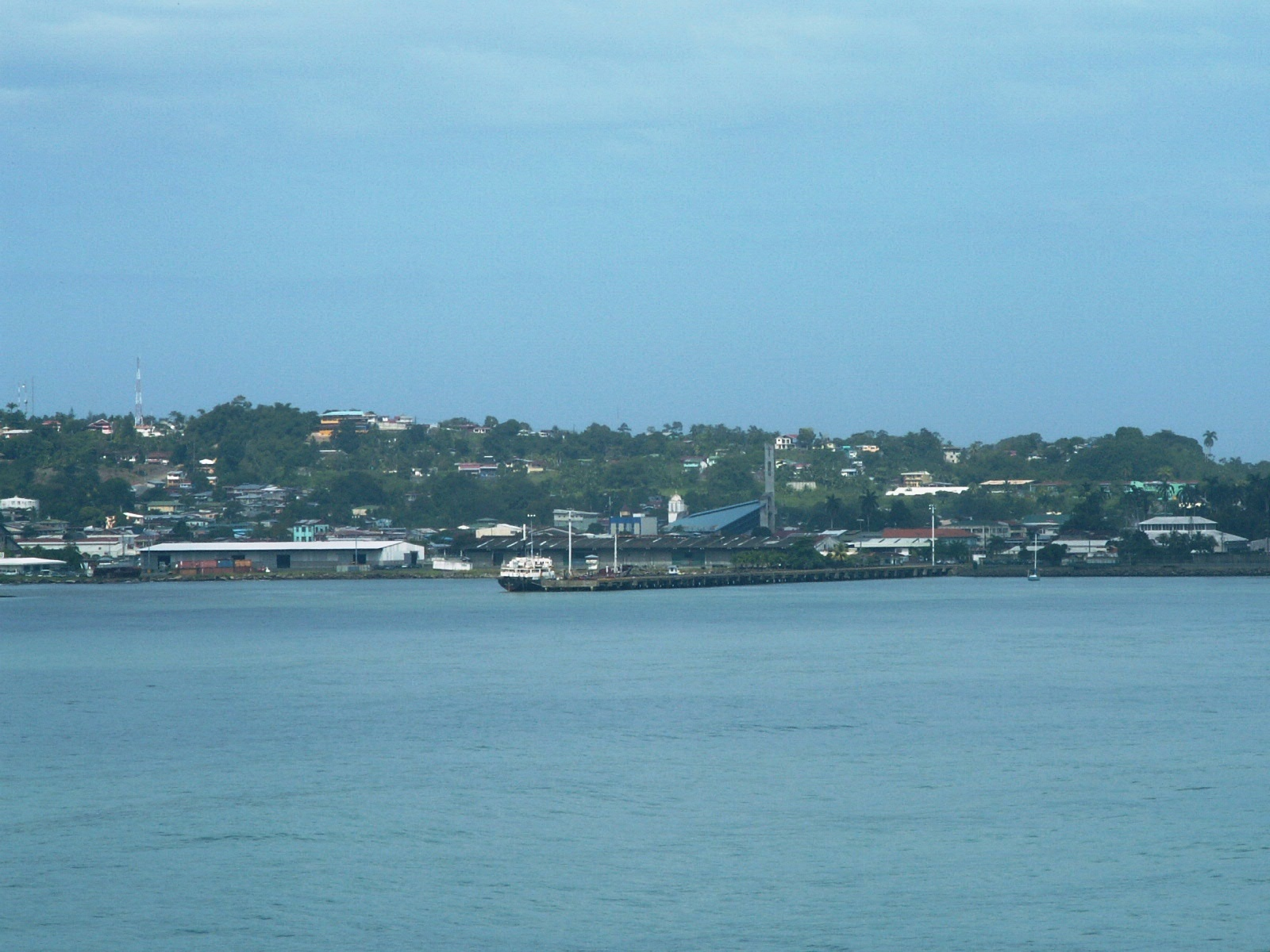
Vista general de Puerto Limón.

El puerto de Limón cuenta con un área de 9.188 m², la mayor para un puerto del país. Cuenta con el muelle de Moín, que es el más importante del país y se encuentra administrado por la Junta de Administración Portuaria y Desarrollo Económico de la Vertiente Atlántica (JAPDEVA). Por Limón se realiza la mayoría del comercio exterior marítimo de Costa Rica. Los principales destinos de las exportaciones son Centroamérica, Estados Unidos, Países Bajos, Reino Unido, Italia y Colombia, y lo que se trae proviene principalmente de Estados Unidos, Centroamérica, Colombia y Países Bajos. Además, el puerto de Limón recibe trasatlánticos que realizan la ruta del Caribe. Se encuentra en proyecto la construcción de una megaterminal portuaria concesionada a la empresa APM Terminals, que ha encontrado oposición entre diversos sectores locales y nacionales.
Los puertos del Pacífico son responsabilidad del Instituto Costarricense de Puertos del Pacífico (INCOP), aunque Caldera se encuentra concesionado a la Sociedad Portuaria de Caldera S.A. El muelle de Caldera tiene 180 metros de longitud, 13 metros de profundidad y un área de planta de 6.000 metros cuadrados. Puntarenas es el puerto pesquero más importante del país. Cuenta con un servicio de cabotaje entre la ciudad y las localidades de Paquera y Playa Naranjo, en la península de Nicoya. Además, es centro de recepción de cruceros internacionales que realizan rutas por el Pacífico. Otros puertos importantes del país son Quepos y Punta Morales, en el Pacífico. Costa Rica cuenta con 730 km de ríos navegables, especialmente por naves de poco calado.